# 光度距離
光度距離 DL 是定義天體的絕對星等M和視星等m這兩個名詞之間的關係。
{\displaystyle M=m-5(\log _{10}{D_{L}}-1)\!\,}
也可以表示為：
{\displaystyle D_{L}=10^{{\frac {(m-M)}{5}}+1}}
此處 DL以秒差距來測量。對鄰近的天體（在銀河系內的天體）光度距離在歐氏空間提供了良好的天然距離概念。
對遙遠的物體，例如超出銀河之外的類星體，這種關係就不是很明確了，因為視星等受到時空曲率、紅移、和時間膨脹等的嚴重影響。計算光度距離和之間的關係，例如一個天體的紅移，都校將所有的這些因素考慮進去。
表達光度距離的另一種方法是通過通量-光度關係。因為，
{\displaystyle F={\frac {L}{4\pi D_{L}^{2}}}}
此處F是通量 {\displaystyle (erg} {\displaystyle sec^{-1}cm^{-2})}，和L是光度 {\displaystyle (erg} {\displaystyle sec^{-1})}。在此处，光度距離可以表示為： 
{\displaystyle D_{L}={\sqrt {\frac {L}{4\pi F}}}}
光度距離與"同移橫向距離" {\displaystyle D_{M}}關聯的方程式如下： 
{\displaystyle D_{L}=(1+z)D_{M}}
此處z是紅移，{\displaystyle D_{M}} 是當兩個天體有相同的紅移，但在天空中的位置不同時，可以讓你計算同移距離的一個因子；如個這兩個天體分開的角度是{\displaystyle \delta \theta }，這兩個天體的同移距離將是{\displaystyle D_{M}\delta \theta }。在平坦宇宙的空間，同移橫向距離{\displaystyle D_{M}}與徑向同移距離{\displaystyle D_{C}}是完全相同的；也就是從我們自己到天體的同移距離。

## 註解
1. ↑  Gabrielli, Andrea. Statistical Physics for Cosmic Structures, p. 377 （页面存档备份，存于）.
2. ↑  .   [2010-10-22]. （原始内容存档于2011-01-02）.

## 外部連結
- Ned Wright's Javascript Cosmology Calculator（页面存档备份，存于）
- iCosmos: Cosmology Calculator (With Graph Generation )（页面存档备份，存于）